# Islandstorget
Islandstorget (Zweeds voor: het IJslandplein) is een station aan de groene lijn T19 van de metro van Stockholm, in de wijk Södra Ängby in het stadsdeel Bromma in West-Stockholm. De naam IJslandplein is te danken aan een aantal monumenten en gebouwen in IJslandse stijl in de buurt; de naam is sinds 1936 de informele naam van de buurt rond het station.

## Premetro
In 1941 besloot de Stockholmse gemeenteraad tot de aanleg van een metronet. Voor de tuinsteden aan de westkant werd meteen begonnen met de bouw van de Ängbybanan. Dit was een vrije baan met zes stations ten westen van Alvik, die al geheel als metrotraject werd aangelegd maar de eerste jaren door trams werd bereden. De premetro werd op 1 oktober 1944 geopend met als westelijk eindpunt Islandstorget, destijds ook de westelijkste bebouwing van Stockholm.

## Metro
De ombouw tot metro begon in 1950, hierbij werden de perrons verhoogd en een derderail aangebracht. Verder werd de lijn aan de westkant verlengd tot de gelijkertijd gebouwde nieuwe voorstad Vällingby. Hiertoe werd aan de westkant van Islandstorget een tunnel gebouwd onder Blackeberg naar het gelijknamige station bij de westelijke tunneluitgang. Het westelijke deel van de groene route, tussen Kungsgatan en Vällingby, werd op 26 oktober 1952 geopend.

## Station
Het station ligt op 13,3 kilometer van Slussen tussen de metrostations Ängbyplan en Blackeberg. De lijn loopt parallel aan de Bergslagsvägen, de ingang van het station ligt boven de tunnelingang aan de westkant van het perron en heeft als adres Blackebergsvägen 112-114.

## Galerij

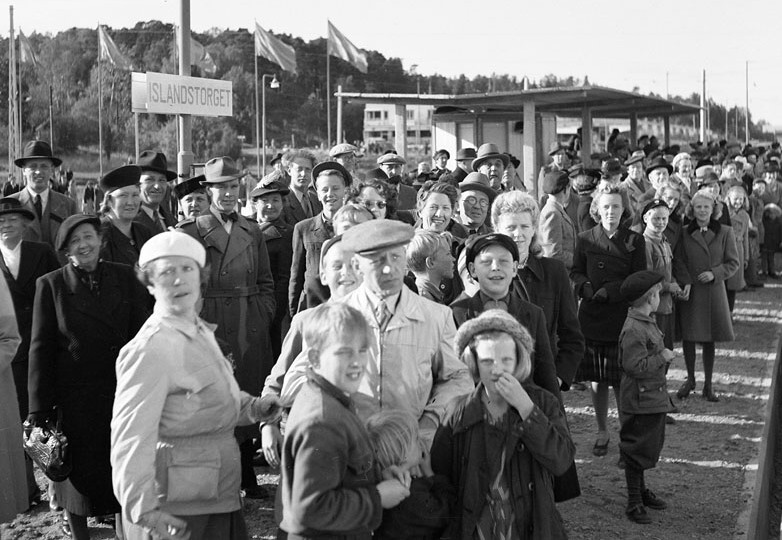
De opening van Islandstorget op 1 oktober 1944
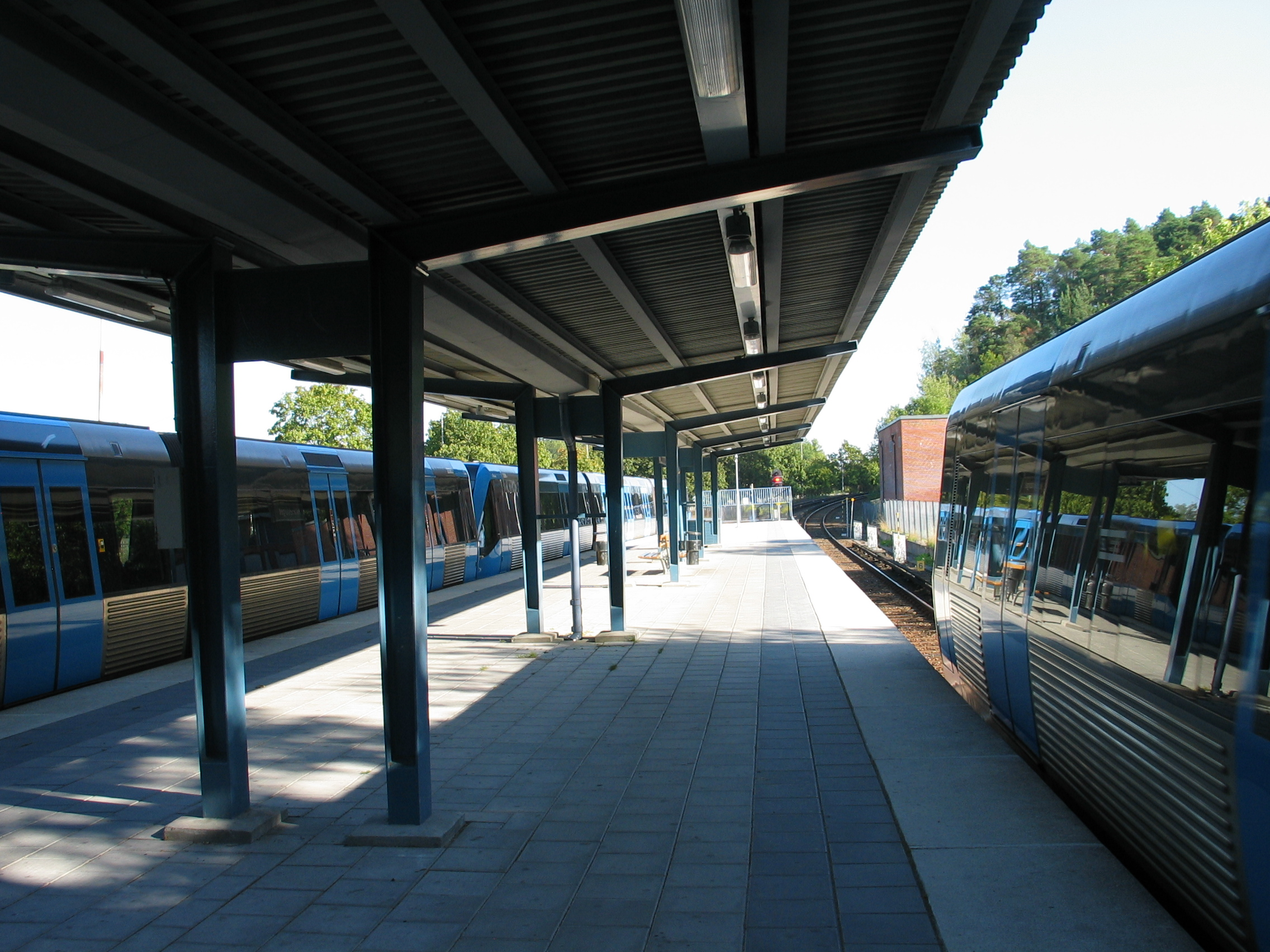
Islandstorget, september 2006.
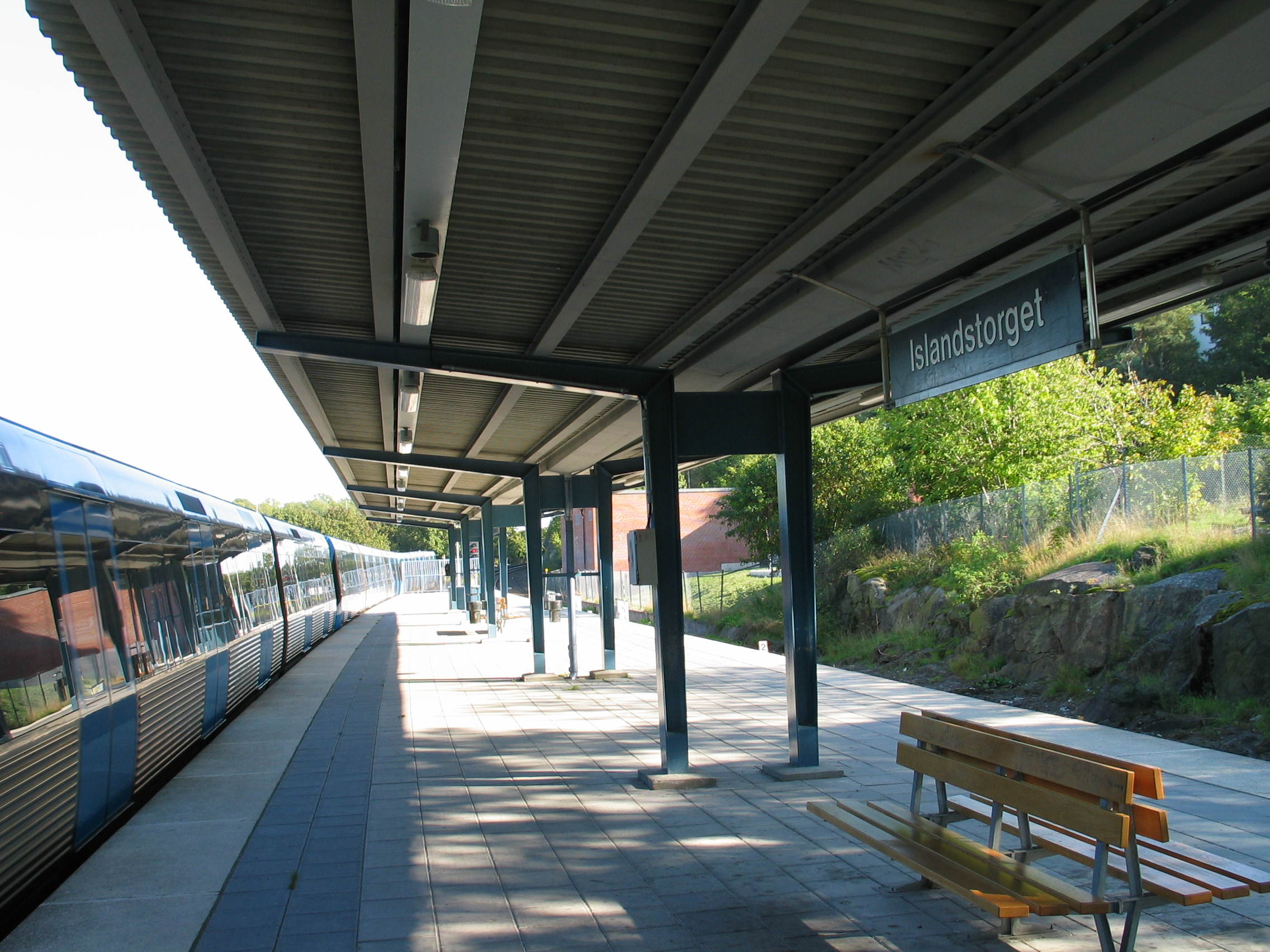
Islandstorget, september 2006.

Hässelby strand · 
Hässelby gård ·
Johannelund ·
Vällingby ·
Råcksta ·
Blackeberg ·
Islandstorget ·
Ängbyplan ·
Åkeshov· 
Brommaplan·
Abrahamsberg· 
Stora Mossen· 
Alvik · 
Kristineberg · 
Thorildsplan  · 
Fridhemsplan · 
S:t Eriksplan · 
Odenplan  · 
Rådmansgatan  · 
Hötorget · 
T-Centralen ·  
Gamla Stan · 
Slussen · 
Medborgarplatsen ·  
Skanstull · 
Gullmarsplan ·  
Globen ·
Enskede gård ·
Sockenplan ·
Svedmyra ·
Stureby ·
Bandhagen ·
Högdalen ·
Rågsved ·
Hagsätra